# NGC 940
NGC 940 (również NGC 952, PGC 9478 lub UGC 1964) – galaktyka soczewkowata (S0), znajdująca się w gwiazdozbiorze Trójkąta.
Odkrył ją Heinrich Louis d’Arrest 26 września 1865 roku. W grudniu 1871 roku obserwował ją też Édouard Jean-Marie Stephan, jednak nieprawidłowo zidentyfikował gwiazdę odniesienia i otrzymał błędną pozycję galaktyki, a w rezultacie uznał, że odkrył nowy obiekt. John Dreyer, nieświadom tego, że obaj astronomowie widzieli ten sam obiekt, w swoim New General Catalogue skatalogował obserwację d’Arresta jako NGC 940, a Stephana jako NGC 952.